# São João de Bastuço
Pour les articles homonymes, voir Bastuço.
São João de Bastuço est une freguesia portugaise située dans la municipalité de Barcelos.
Avec une superficie de 1,81 km² et une population de 694 habitants (2001), la paroisse possède une densité de 383,4 habitants par kilomètre carré.